# رقص خوسورولی
رقص خوسورولی (به گرجی: ხევსურული) از جمله رقص‌های فولکلوریک اهالی منطقهٔ خوسورتی در گرجستان است.
رقص با یک جفت رقصنده شروع می‌شود. به صورت غیره منتظره مردی جوان نمایان می‌شود که از زن تقاضای رقص می‌کند. برخوردی میان دو مرد صورت گرفته و سریعا به جنگی میان آن‌ها و دیگر یارانشان شروع می‌شود. این رودرویی با انداختن دستمال سر یک زن میان دو مرد تمام می‌شود. به صورت سنتی وقتی یک زن دستمال سر خود را میان نزاع دو مرد می اندازد اختلاف و مشاجره پایان خواهد یافت. اگرچه با خارج شدن زن از صحنه دوباره نزاع از سر می‌گیرد. مردان از دو گروه مقابل با خنجر و سپرهای خود با هم می جنگند. در بعضی مراسم هر مرد با سه تن دیگر می جنگند. پایان این رقص باز است یعنی بیننده پایان آن را نخواهد دانست. 